# 国务院全国岩溶地区石漠化综合治理工程省部际联席会议
国务院全国岩溶地区石漠化综合治理工程省部际联席会议是中华人民共和国国务院的议事协调机构。

## 历史
2008年2月国务院批复了国家发展改革委会同林业局、农业部、水利部共同编制的《岩溶地区石漠化综合治理规划大纲（2006－2015）》。
2009年5月25日至26日全国岩溶地区石漠化综合治理工程第一次省部联席会议暨现场会在贵州毕节召开。
2010年6月12日至13日全国岩溶地区石漠化综合治理工程第二次省部联席会暨现场会在百色市召开。
2011年4月14日至15日,全国岩溶地区石漠化综合治理工程第三次省部联席会暨现场会在文山召开。
2013年11月13日上午,岩溶地区石漠化综合治理工程第四次省部联席会暨现场会在泸州市巨洋国际大饭店召开全体大会。
2016年《岩溶地区石漠化综合治理工程“十三五”建设规划》出台。
2022年7月7日，国家林草局中南院就《全国岩溶地区石漠化综合治理规划（征求意见稿）》组织召开技术研讨会。

## 成员单位
国家发改委、水利部、国家林业局、农业部、财政部、国土资源部、环境保护部、国务院扶贫办、广西、云南、湖南、湖北、四川、重庆、广东、贵州等省(区、市)